# エフエム岐阜
株式会社エフエム岐阜（エフエムぎふ）は、岐阜県を放送対象地域としてFM放送（超短波放送）を行う特定地上基幹放送事業者である。愛称はFM GIFU（エフエム ギフ）。
本記事では、2014年（平成26年）2月28日まで放送を行っていた実質的な前身会社である岐阜エフエム放送株式会社（ぎふエフエムほうそう）にも触れる。

## 概要
JFN系列で、同系列では最も新しい放送局である。また、ラジオ、テレビを通じて21世紀に入って最初に開局した民放であり、コミュニティ放送を除いたラジオ放送局でも現存する全99局中最も新しい放送局である。2001年（平成13年）4月1日、民放FM局では全国53番目、民放ラジオ局では101番目に開局。岐阜県では1962年（昭和37年）の岐阜放送（ぎふチャン）以来、39年ぶりの新局開局となった。
2014年12月31日までの愛称はRadio 80（レディオエイティ）。また、通称として岐阜FM（ぎふエフエム）も使用された。本社は岐阜県大垣市に置き、東海3県では唯一県庁所在地以外の都市に本社を置く放送局である。新聞のラジオ欄などにはFM岐阜や岐阜FMと表記されるが（前者は岐阜新聞や中日新聞で使用された）、産経新聞の東海・三重版と福井版では「Radio80」と表記されていた。
2015年（平成27年）1月から愛称をFM GIFU（エフエムギフ）に変更し、同時に新聞のラジオ欄でもこの名称に切り替えている。キャッチコピーは「GLOCAL RADIO」（グローカルレディオ）。
JFN系列のエフエム愛知とエリアが重なるが、同じく同局とエリアが重なる三重エフエム放送（FM三重）とは異なり、開局当初からTOKYO FM制作主体で同系のフルネットが多いAライン、JFNC（制作会社としてのジャパンエフエムネットワーク）制作が主体で同系の地方局への裏送りが多いBラインともネットしており平日の朝やかつての土曜・日曜の午前から午後にかけてのAラインの番組がネットされていないということはない。
東海3県の民放FM局で唯一「radiko」に参加していなかったが、2016年（平成28年）4月1日12時よりラジオ放送のインターネット配信を開始した。 通常、radikoでは時報音がカットされるケースが多いが、FM GIFUではカットされずそのまま流される。
また、東海3県の民放FM局の中では、自社制作によるスポーツ中継を数多く放送してきた局でもある。後述するいびがわマラソンのほか、2012年に開催された第67回国民体育大会（ぎふ清流国体）の開会式や都市対抗野球大会の西濃運輸出場試合を中継したことがある。
- 当局含めたJFN系列38局はACジャパン（旧・公共広告機構）の正会員企業の一つである[5]。

### 放送局データ
- 本社所在地：〒503-8580 岐阜県大垣市小野四丁目35番10号
- 東京支社：〒102-0083 東京都千代田区麹町一丁目8番地 JFNセンター
- 会社設立：2000年12月14日
- 開局日時：2001年4月1日9:00 全国民放FM局としては53番目に開局。JFN系列では最後に開局。
- 放送時間：日曜日深夜（月曜未明）1:00 - 5:00のメンテナンス（休止）を除いて24時間放送（休止中は停波しており、4:50頃から電波送出を開始。4:56からオープニングとなる）。
- コールサイン：JOXV-FM
- ニュース配給：中日新聞（2014年3月31日まで前身の岐阜エフエム放送時代より引き続き岐阜新聞も行っていた）

## 沿革
- 1992年（平成4年）12月18日：電波監理審議会の答申に基づき、郵政省（当時、現在の総務省）は福島県、栃木県、岐阜県、和歌山県において県域FM放送の周波数を割り当てる。
- 2000年（平成12年）12月14日：岐阜エフエム放送株式会社設立。
- 2001年（平成13年）4月1日：全国民放FMとして53番目に開局[6][7][8]。
- 2002年（平成14年）4月1日：郡上八幡中継局開局。
- 2007年（平成19年）9月3日：神岡流葉中継局開局。
- 2013年（平成25年）8月1日：株式会社エフエム岐阜設立。
- 2014年（平成26年）
  - 3月1日：0:00より岐阜エフエム放送からエフエム岐阜へ放送事業を承継[9]。
  - 3月31日：岐阜エフエム放送を解散[7][8][10]。文字多重放送を廃止。
- 2015年（平成27年）1月1日：公式ウェブサイトのURLおよび放送局ロゴを変更。
- 2016年（平成28年）4月1日：12時より「radiko.jp」および「radiko.jpプレミアム」にて、インターネットでのラジオ配信を開始。
- 2021年（令和3年）4月1日：開局20周年。

## 歴史

### 岐阜エフエム放送時代
岐阜県へのFM局の周波数割り当ては構想としてはあったものの、県域AM局として岐阜新聞系列の岐阜放送があり、1980年代後半まで郵政省（当時。現在の総務省）が、県域AM局経営安定の観点から県域FM局の周波数割り当てを渋っていた点や県南部の美濃地方では、平野部を中心にエフエム愛知（FM AICHI、1969年開局）、三重エフエム放送（1985年開局）、ZIP-FM（1993年開局）が容易に入り、割り当て気運が低かった。また1992年（平成4年）12月18日に福島県・栃木県・和歌山県とともに岐阜県への県域民放FM周波数割り当てが決まった後も 新幹線駅のある羽島市と大垣市が本社候補地となり、選定が難航しなかなか定まらなかった。それに加え、当初38件の申請があり、それを2社に絞り込まれるまで8年かかったことや中日新聞と岐阜新聞との仲が悪く、経営権などで両新聞社が争っていたことも開局が遅れた要因となっている。なお、定時ニュースは中日、岐阜の両新聞社から提供を行っており、2005年11月より両社のCMが流れるようになった。過去には中日新聞と岐阜新聞はテレビ愛知に揃って出資しているが、岐阜エフエム放送の時のような対立は見られなかった。
2000年（平成12年）7月14日に予備免許交付、12月14日に会社が設立される。当初、本社は柳津町（当時。現在は岐阜市に編入）の岐阜流通センター会館2階に置かれていたが、後（詳細時期不明）に演奏所であった大垣市情報工房に移転している。
2001年（平成13年）4月1日に開局。2007年（平成19年）9月3日に神岡流葉中継局を開局したものの、放送設備に多額の費用がかかり、2003年以降は「純欠損」という債務超過の状態であった。そのため、通常は5年とされている放送局免許の有効期間が短くなっており、ほぼ毎年電波法の規定による再免許の申請をしなければならなくなっていた。例えば2011年（平成23年）については、4月28日付官報本編にて手続開始が公示された。関連して、2011年下期より在名放送局と岐阜放送、同じくJFN系列の県域局である三重エフエム放送がradikoでの試験放送を開始したが、当局は不参加であった。前述の事情もあり、スポットCMが放送されることが少ないため、CM枠は番組宣伝やパワープレイしか放送されない場合も多い。

### エフエム岐阜時代
岐阜エフエム放送の経営においては、2009年以降は黒字化を果たし、軌道に乗り始めていた。しかし、前述の債務超過が尾を引き、2013年3月期においても3億円を超える債務が残る状況だった。放送の継続には経営の立て直しが不可欠である（残債による経営悪化および閉局を阻止する）ため、岐阜エフエム放送は解散することを決定。その受け皿として、2013年8月1日にFM AICHIとその完全子会社・アセント、およびTOKYO FMとその子会社・JFNCの4社により「株式会社エフエム岐阜」が設立された。従って、岐阜エフエム放送は事実上FM AICHIと、JFNキー局のTOKYO FMの2社によって再建されたことになる。
岐阜エフエム放送は2013年10月の臨時株主総会で、エフエム岐阜への事業譲渡、ならびに会社解散及び清算を特別決議。2014年（平成26年）2月19日に岐阜エフエム放送の解散・エフエム岐阜への譲渡を決定。それに先立つ1月27日に新会社への放送免許の承継を総務省に申請し、2月24日に新旧分離が認可。2月28日付で岐阜エフエム放送としての放送事業は終了し、翌3月1日よりエフエム岐阜によって承継された。その後、岐阜エフエム放送は3月末に清算され、解散した。なお、放送局の新旧分離はCROSS FM・兵庫エフエム放送（Kiss FM KOBE）に次いで3例目になり、東海地方（東海3県）では初めてである。また4月～6月のいずれかの時期に第三者割当増資を実施し、岐阜県内企業の出資比率を50%以上に引き上げる予定でもあった。
ニュース配信は2014年3月のみ岐阜エフエム放送時代より引き続き岐阜新聞と中日新聞が行っていたが、同年4月より中日新聞のみとなっている。岐阜新聞はニュース配信は終了したが、2023年時点で、毎週金曜16:07より『岐阜新聞 WEEKLY TOPICS』を放送している。
当局のHPにはCROSS FM、兵庫エフエム放送と異なり旧会社時代の沿革を記していない。当局の会社設立は2013年（平成25年）8月1日、開局は新会社に承継された2014年（平成26年）3月1日である。ただし、2021年には開局20周年キャンペーンとして、岐阜エフエム時代からのカウントがなされている。

## 資本構成
企業・団体は当時の名称。出典：

### 2015年3月31日 - 2016年3月31日
法人名：エフエム岐阜
| 資本金      | 発行済株式総数 | 株主数 |
| ----------- | -------------- | ------ |
| 1億4200万円 | 2,840株        | 19     |

| 株主                         | 株式数 | 比率   |
| ---------------------------- | ------ | ------ |
| エフエム愛知                 | 400株  | 14.08% |
| エフエム東京                 | 200株  | 07.04% |
| ジャパンエフエムネットワーク | 200株  | 07.04% |
| アセント                     | 200株  | 07.04% |
| セイノーホールディングス     | 200株  | 07.04% |
| イビデン                     | 200株  | 07.04% |
| 太平洋工業                   | 200株  | 07.04% |
| 十六銀行                     | 140株  | 04.92% |
| 大垣共立銀行                 | 140株  | 04.92% |

## 周波数・出力
| 親局     | 周波数  | 空中線電力 | 備考     |
| -------- | ------- | ---------- | -------- |
| 岐阜     | 80.0MHz | 1kW        |          |
| 中継局   | 周波数  | 空中線電力 | 備考     |
| 土岐南   | 81.5MHz | 100W       |          |
| 中津川   | 78.3MHz | 100W       | 垂直偏波 |
| 下呂     | 82.1MHz | 10W        |          |
| 高山     | 80.0MHz | 20W        |          |
| 郡上八幡 | 79.3MHz | 100W       | [ 注 9 ] |
| 神岡流葉 | 79.3MHz | 30W        |          |

- 聴取可能なエリアは岐阜県内全域と愛知県稲沢市・岩倉市・小牧市・春日井市以北、三重県桑名市多度町・いなべ市北勢町。
- 岐阜県内の一部ケーブルテレビでは、当局の再送信を行わず、エフエム愛知とZIP-FMの再送信を行っている。

## キャッチコピー
- 「MusiCulture」（ミュージカルチャー）：開局当初
- 「感動Station」：2008年4月 - 2014年12月31日、誌面による番組表表紙や自社制作番組のジングルで使用
- 「GLOCAL RADIO」：2015年1月 -

## 主な番組

#### 自社制作番組
2025年7月時点。現在の番組の詳細は、公式サイトの自社番組紹介またはタイムテーブルを参照。
太字は生放送。
- MORNING SPLASH
- TWILIGHT MAGIC
  - 週間・岐阜っ子つーじー
- SUZUKI Run Run ランチ（『Otona no Radio Alexandria』内）
- 長谷部優 CHEERING YOU!～Have Dreams～（同上）
- GO!GO!アクアウォーク大垣
- Meets up Friday
  - MASAチャレンジステーション
- フランクボックスのギフラボ！
- OKB presents　お祭り気分で Bang! Bang! Radio
- 大垣ガス presents ほのりんtime
- FC岐阜 TALKスタジアム
- the Canadian Clubの音選たまご

#### ネット番組
無印は同局のみ放送されている番組。
▶︎はFM愛知でも放送されている番組。
□はFM三重でも放送されている番組。

#### TOKYO FM制作の時差ネット番組
- □ ▶︎SPITZ 草野マサムネのロック大陸漫遊記（月曜 20:00 - 20:55）
- □ ▶︎ ONE MORNING（月曜 - 金曜 6:00 - 7:30・8:00 - 8:20[注 10]、TOKYO FM制作）
- □ ▶︎あぐりずむ（月曜 - 木曜 16:40 - 16:50）
- □My First Music（月曜 - 木曜 16:50 - 17:00）
- 宮﨑薫のHump Night With Me（水曜 21:30 - 21:55）
- ▶︎ s**t kingzのダンサーだってしゃべりたい（金曜 20:30 - 20:55）
- □ ▶︎杉浦太陽・村上佳菜子 日曜まなびより（日曜 7:30 - 7:55）
- □ ▶︎村上RADIO（月1回の日曜 19:00 - 19:55）

### JFNC制作の番組
平日（帯番組）

- □ Memories & Discoveries（火曜 - 金曜 4:00 - 5:55）
- □OH! HAPPY MORNING（月曜 - 金曜 10:00 - 10:55）
- □ Otona no Radio Alexandria（月曜 - 金曜 11:30 - 12:55）
- Words Of Wisdom -ときめく、言葉- （月曜 - 木曜 12:55 - 13:00）
- □デイリーフライヤー（月曜 - 金曜 13:00 - 13:30）
- □ レコレール（月曜 - 木曜 13:30 - 15:55）
- □ FRIDAY GOES ON! 〜あっ、それいただきっ!〜（金曜 13:30 - 15:55[注 11]）
- □Happy Hour Party!（月曜 - 木曜 16:00 - 16:40）
- □ ▶︎ My Fisrt Music（月曜 - 木曜 16:50 - 17:00）
- □A・O・R（月曜 - 木曜 19:00 - 19:55[注 12]）
- □ Rolling Stone Cafe（月曜 - 金曜　13:55 - 13:59）
- □ ▶︎ IMP.のIMPickup（月曜 - 金曜　14:55 - 14:59）
- □クリエイターズ・スタジオ with ボカコレ（月曜 - 火曜・木曜 21:00 - 21:55）
- □AuDee CONNECT（月曜 - 木曜 26:00 - 28:00、木曜のみFM大阪制作）

平日（単体番組）

- □ ▶︎ 高橋優のリアラジ（月曜 5:00 - 5:30）
- □REAL SPORTS（月曜 5:30 - 5:54）
- あ〜ちゃん ちゃあぽんの!“West Side Story”（水曜 21:00 - 21:30）[注 13]
- THE G.O.A.T.（金曜 10:00 - 10:55）
- □ ▶︎アーティスト・プロデュース・スーパー・エディション（金曜 19:00 -19:55）
- ▶︎ AI Not So Different（金曜 21:00 - 21:30）
- □ ECO LIFE～幸せのヒント～（金曜 22:55 - 23:00）
- □ Music Remark（月曜 - 金曜 23:55 - 24:00）
- □ ▶︎ From INI（金曜 25:00 - 27:00）
- □ ▶︎ ウチらのイイブン!（金曜 27:00 - 29:00）
- JFNニュース

休日（ワイド番組）
- □From Athlete!（土曜 6:00 - 8:55）
- □SUNDAY FLICKERS（日曜 6:00 - 7:30）
- □ミッドナイト・ダイバーシティー〜正気のSaturday Night（日曜 24:00 - 24:55、25:00 - 25:55）※土曜深夜

土曜日

- SING LIKE TALKING 佐藤竹善のアンダンテ（5:00 - 5:30）
- サイクリスト・ステーション　ツアー・オブ・ジャパン（5:00 - 5:30）
- □丸園音楽堂（9:30 - 9:55）
- □恋する日本史（10:55 - 10:00）
- □ ▶︎ 武井壮・とにかく明るい安村 THE WORLD CLASS（11:30 - 11:55）
- ▶︎イナズマロックレディオ（12:30 - 13:00）
- □ ▶︎Car Life Up To You（13:55 - 14:00）
- □「坂崎さんの番組」という番組（18:00 - 18:55）
- □LEGENDS（19:00 - 19:55）
- 企業の遺伝子（19:55 - 20:00）
- 山田五郎と中川翔子の『リミックスZ』（20:00 - 20:30)
- □GENERATIONSのGENETALK （20:30 - 20:55）
- □S.I.N NEXT GENERATION （21:00 - 21:55）
- □RADIO MUSEUM ～聴く、名画 （23:55 - 24:00）
- □IT'S MUSIC（24:55 - 25:00）
- □週刊音楽論（26:00 - 27:00）
- □風とロック（27:00 - 27:30）
- □Jazz Reminiscence（27:30 - 28:00）
- □RADIO NME JAPAN（28:00 - 28:55）

日曜日

- ハラミちゃんのハラミファソRadio（5:00 - 5:30）
- yamaびこラジオ [注 14]（5:30 - 6:00）
- □ ▶︎ ゴルフ大好き宣言（7:55 - 8:00）
- □ ▶︎ ハリセンボンの「かっぽじ気分」（8:00 - 8:30）
- □ ▶︎Sound Library〜世界にひとつだけの本〜（8:30 - 9:00）
- 要のある音楽（9:00 - 9:30）[注 15]
- □ ▶︎My Style,Camp Life～自分と向き合うくらし～（10:55 - 11:00）
- □ ▶︎Car Life Up To You（13:55 - 14:00）
- □小堺一機のおうちで〜CINEMA〜（13:55 - 14:00）

- □FLORAの恵み（15:55 - 16:00）[注 17]
- □すとぷりころんのSTPRhythm!!（18:00 - 18:30）
- □ ▶︎Laid-Back radio（18:30 - 19:00）
- □ ▶︎AI Not So Different（18:30 - 18:55）
- □Music Ride Story（19:00 - 19:55）
- □清水みさとの、サウナいこ?（19:55 - 20:00）
- □有吉弘行のSUNDAY NIGHT DREAMER（20:00 - 21:55）
- ▶︎MUSIC TOURIST（22:00 - 22:30）
- Actors -life&music-（22:30 - 22:55）[注 18]
- □Good-Track!（23:55 - 24:00）
- □武部聡志のSESSIONS（24:00 - 24:55）

### 他局制作の番組
- ロヂウラベース[注 19]（木曜 20:00 - 20:55、FM FUJI制作）
- NCT 127 ユウタのYUTA at home（金曜 20:00 - 21:30、InterFM897制作）

### 東海3県JFN局同時ネット番組
過去の番組
- サークルKサンクスpresents大須三丁目矢野雑貨店（FM AICHI・Radio 80・FM三重にて土曜18:00 - 18:55に放送）※2007年10月改編でFM AICHIのみの放送となった。
- カリオカ♪エンタ（FM AICHI・Radio 80・FM三重にて2009年4月より8月まで日曜21:30 - 22:00に放送）※東海ラジオでも同時刻に放送していた。
- GMA Ocean's Cafe（FM AICHI・Radio 80・FM三重にて2009年9月より2010年12月まで日曜21:30 - 22:00に放送）※東海ラジオでも同時刻に放送していた。

### 途中打ち切りのネット番組
☆印は番組自体（2025年8月現在）継続中。
- Adult Oriented Radio☆（月曜 - 木曜 19:00 - 19:55、2004年10月 - 2005年9月・2007年2月 - ）※ 現在のA・O・Rとしての前身。
- L.A.V.（2003年10月 - 2004年12月、2005年4月 - 2007年3月）

2004年3月までは月曜 - 木曜までフルネットだったが、同年4月からMUSIC9をこの枠に設置したため、木曜から順に12月までに打ち切りになった。しかし、2005年4月からはMUSIC9の木曜枠の移動で木曜のみ復活し、同年10月からはMUSIC9自体月 - 木曜の19時枠に移動したため、ネットが復活した。
- My favorite things
- D-51のNO MORE RADIO☆（木曜 19:00 - 19:30、2005年10月 - 2006年3月 日曜 18:00 - 18:30、2006年10月 - 2007年3月）

2006年4月にmusicQの放送時間確保のためネットが打ち切られたが、2006年10月の改編にて日曜 18:00 - 18:30でネットを再開。2007年4月改編で再び打ち切り。2007年10月より日曜 21:30 - 21:55の枠で放送再開。
- アンダーグラフ 〜0MHz〜ゼロメガヘルツ（木曜 19:30 - 19:55、2005年10月 - 2006年5月 - ）（土曜 24:30 - 25:00、2006年10月 - 2007年1月）

2006年6月に自社制作番組musicQの放送時間確保のためネットが打ち切られたが、2006年10月より土曜 24:30 - 25:00の枠で放送を再開した。2007年2月には、自社制作番組musicQ放送時間移転のため、再度ネットが打ち切られた。
- 森の散歩道（土曜 9:00 - 9:30、2001年4月 - 2006年3月）

2006年3月打ち切り。2006年4月以降は自社番組「未菜のウィンクタイム」がこの時間に移動した。2009年4月改編で復活。
- ビリケンの夜から朝礼（土曜 24:00 - 24:30、 - 2006年3月）
2006年3月打ち切り。2006年4月以降は三浦大知D-ROCK STATIONが設置される。
- 志村けんのFIRST STAGE〜はじめの一歩〜☆（金曜 20:00 - 20:55、 - 2005年3月）
金曜 21:00 - 21:30にMUSIC9が新設（正しくは木曜からの移動）され、国分太一 Radio Boxが21:00 - から19:00 - に移動、19:00 - に放送していた、「「坂崎さんの番組」という番組」を20:00 - に移動したことに伴い、ネットが打ち切られた。2007年10月改編で土曜 19:00 - 19:55の枠にて放送再開したが、2008年3月に再び打ち切り。
- PULSE OF THE WORLD（金曜 21:00 - 21:30、 - 2007年1月）

2007年2月、musicQの放送時間移動に伴い、ネットが打ち切られた。2009年4月改編で復活。
- 三浦大知D-ROCK STATION（土曜 24:00 - 24:30、2006年4月 - 2007年1月）

2007年2月、musicQの放送時間移動に伴い、ネットが打ち切られた。
- 天気部屋〜予報士さん、教えて〜 （土曜 11:30 - 11:55、2006年10月 - 2007年3月 土曜 11:00 - 11:30、2007年4月）

2007年5月よりFM AICHI制作番組「NEXCO中日本 Lovin' Drive」のネットを開始するため打ち切り（オンエアの告知では休止扱い）。2010年10月改編より日曜 9:30 - 9:55の枠にて復活。
- LIVE-J（日曜 21:00 - 21:55、2007年4月）

FM AICHI制作の「三好さやかのMAIL BOX〜旅人からの手紙〜」を同時ネットするため、22時台に放送していた「一青窈のもそもそラジオ」と「要のある音楽」を21時台に移動させるため打ち切り（2007年10月改編で再度22時に移動）。4月のみのオンエアとなった。2008年10月に放送枠が27:00 - 27:55に移動し、ネットが再開された。
- メロディー・ゴー・ランド（金曜 22:55 - 23:00、? - 2008年3月◇2006年9月まで月火木金曜日・10月のみ月曜 - 金曜の放送だった）

2008年4月より自社制作番組「岐女の伝言板」放送開始に伴う打ち切り。
- 週刊サッカーリポート J's SPIRIT（土曜 12:00 - 12:30、2008年4月 - 6月）

自社番組「野口五郎のGORO's CAFE」の開始に伴う打ち切り。
- RADIO SESSIONS（火曜 20:00 - 20:55、2007年1月 - 2008年9月）

A・O・Rの放送時間が19:00 - 20:55に拡大されたことに伴う打ち切り。
- ラジオ版 学問ノススメ（日曜 9:00 - 9:55）
- PEOPLE⭐︎（日曜 5:00 - 6:00）

岐阜県広報番組「GIFUインフォメーション」の開始に伴う打ち切り。
- 健康ラジオ〜ワンポイントアドバイス⭐︎（土曜 5:55 - 6:00、2021年9月）

2021年10月に「杏子と政哉のSpice of the Life GOLD」が土曜 5:30 - 6:00に移動したことに伴う打ち切り。
- FUTURES

2024年10月から「Memories & Discoveries」の30分拡大により、放送時間が月曜 5:30 - に変更されたが、同枠での新番組「REAL SPORTS」の放送のため、打ち切りとなった。
- みゅ〜じゅっくろっく

2025年4月の改編にて、日曜18:30から放送されていた「AI Not So Different」が、当番組が放送されていた金曜21:00 - の枠に移動されたため、打ち切りとなった。

### 過去の主な番組
平日午前
- 歌のアルバム（2013年4月1日 - 2016年11月30日、月曜 - 金曜 5:00 - 5:30）
  - 2013年3月まで岐阜放送で放送されていた『朝のエンカパラダイス』を受け継ぐ形で放送している。
- Morning Bird（月曜 - 金曜 7:30 - 10:00）

平日午後
- AFTERNOON SEQUENCE（月 - 金 13:00 - 15:55◇2001年4月 - 2002年3月）[注 20]

平日夕方
- POWER ONLINE WAO（月 - 木 16:00 - 18:55◇2001年4月 - 2002年3月。2001年10月 - 2002年3月は17:00 - 18:55）
- WAVE SITE（月 - 金 18:00 - 18:55◇2002年10月 - 2003年09月）
- Paradise Garage（月 - 木 16:00 - 18:55◇2001年7月 - 2007年3月）
- EVENING TRIPPER（月 - 木 16:55 - 19:00◇2007年4月 - 2015年3月）

平日夜
- MUSIC9（2004年4月 - 2005年9月◇後のMusicQ）

金曜日
- gifu power countdown 30（金曜16:00 - 18:55）
- MIX JAM FRIDAY（金曜 16:00 - 18:55）
- うたイズム（金曜 21:00 - 21:30◇ - 2021年3月）
- ドリメのDREAM!!DRIVE!!（金曜 21:30 - 21:55、再放送：火曜 13:30 - 13:55◇2020年5月15日 - 2021年12月31日）
- BUN BUN CHANNEL（金曜 21:00 - 21:30） - 2010年4月 - 2010年12月は土曜24:00 - 24:30
- GET READY!!（金曜 21:30 - 21:55◇2014年1月 - ）
- 岐女の伝言板（金曜 22:55 - 23:00）
- Feel the music（金曜 22:55 - 23:00◇2005年7月 - 2005年9月）
- 甘党男子のナイトパーティー（金曜 20:30 - 20:55◇2023年4月 - 2024年9月）[24]

土曜日
- HITS RADIO SATURDAY（土曜 6:00 - 8:55◇2001年4月 - 2002年3月）[注 20]
- PLEASURE NOW（土曜 11:30 - 11:55◇2002年4月? - 2002年12月）
- NOW Shot（土曜 11:30 - 11:55◇2003年1月 - 2003年9月）
- 花フェスタ2005（土曜 11:30 - 11:55◇2005年3月 - 2005年6月）
- プジョー岐阜・シトロエン岐阜 presents ミニオン・ボヤージュ（土10:55 - 11:00）
- FC岐阜 Road to Dream（土12:00 - 12:30）
- 玉ちゃんの健康談義（第2・4土曜 7:55 - 8:00◇2005年6月 - 2005年8月）
- ジンチャレ劇場 岐阜駅発見伝（土曜 16:55 - 17:00◇2005年11月 - 2006年3月）

日曜日
- 三隅一輝の秘密基地ラジオ～ワクワク☆カズキングダム～（日曜 18:30 - 18:55）
- 学校では学べない授業～高校生×若手リーダー（日曜 13:55 - 14:00◇2019年10月 - ）
- ♯えなはえーなー（日曜 9:00 - 9:55 うち9:30 - 9:55は『the canadian clubの音選たまご 恵那スペシャル』◇2022年2月 - 3月）[25]
- シルバー集まれ（日曜 9:55 - 10:00◇2005年10月 - 2006年3月）
- COME ON MY HOUSE（日曜 16:55 - 17:00◇2004年10月 - 2005年3月）

その他
- スカラジCHALLNGE（木曜 21:30 - 21:55◇2004年8月 - 2005年1月）
- Music PaPa（土・日 20:00 - 20:30◇2004年4月 - 2006年3月）
- 河辺千恵子のWATER MOON（水曜 22:55 - 23:00◇2004年6月 - 2006年9月）
- ギフ人ファイル（土曜　11:30 - 11:45◇11:45 - 11:55はギフ人裏ファイル◇2005年10月 - 2006年9月）
- クロスタニンの健康応援団（土曜 14:55 - 15:00◇2004年9月 - 2006年9月）
- 未菜のウインクタイム（土曜 9:00 - 9:30◇2004年4月 - 2007年3月）
- シルバー見ぃーつけたっ!!（土14:55 - 15:00◇2006年10月 - 2007年3月）
- musicQ（土曜 24:00 - 24:30他◇2005年10月 - 2007年5月）
- SENSOR TREND INSIDE（土曜 22:55 - 23:00◇2001年4月 - 2001年6月）
- マイホームナビ（土曜 10:55 - 11:00◇2007年9月 - 2007年11月）
- 熊田曜子の いい旅 ふた旅 ぎふの旅（土曜 12:00 - 12:25◇2007年9月 - 12月◇FM AICHI・エフエム石川・FMとやまでも放送）
- 熊田曜子のスタイリッシュ・トーク（土曜 12:00 - 12:25◇2008年1月 - 3月）
- よねこのMusic Voice（日曜 20:00 - 20:30◇2006年4月 - 2008年3月）
- ぎふハイスクールキャスト（土曜 11:40 - 11:50◇2007年7月 - 2008年10月）※実際は11:52頃まで放送されており、その後11:55まではパワープレイが放送される。
- 野口五郎のGORO's CAFE（土曜 12:00 - 12:25◇2008年7月 - 11月◇FM AICHI・エフエム石川・FMとやまでも放送）
- Break in MASA（金曜 13:00 - 14:49◇2003年4月 - 2009年3月）
- あっ!スマイルまるごと・ぎふ（土曜 9:00 - 9:30◇2007年4月 - 2009年3月）
- ぎふ子育てラジオステーション（土曜 11:30 - 11:40◇2007年4月 - 2009年3月）
- FC岐阜 MAGAZIN ON RADIO（土曜 11:40 - 11:50◇2008年1月 - 2009年3月）
- 中日新聞 キッズの力〜夢、未来へ〜（日曜 20:00 - 20:25◇2008年5月 - 2009年4月）
- クリ・スタイル フライデー（金曜 15:30 - 15:55◇? - 2009年9月）
- 葛谷昌之先生の健康聞きグスリ（土曜 11:30 - 11:40◇2009年1月 - 2009年9月）
- OKBank presentsリーダーズブレイクタイム（金曜 15:00 - 15:30、土曜 11:00 - 11:30◇2010年10月 - 2011年9月）
- 岐響の夕べ（日曜 19:00 - 19:55・不定期）
- 大垣市まちのしずく（月曜 - 木曜 13:48 - 13:55◇ - 2012年3月）◇大垣市のPRよりBGMの方が長い
- るみとバネの「なに?なぁ〜に!」（日曜 8:30 - 9:00◇2010年4月 - 2012年5月）
- 036ちゃんの民話の小箱（土曜 11:30 - 11:55◇ - 2012年9月）
- おさむちゃんとウッシーの音の絆（日曜 19:00 - 19:55◇ - 2012年9月）
- 岐阜薬科大学presents 鳳川Reports（金曜 14:45 - 14:55）
- 俳句をたしなみました（日曜 9:30 - 9:40）
- いにしえ街道 なかつがわ（土曜 11:30 - 11:55◇2012年11月 - 、2013年3月16日で終了となっていたが、4月27日から再開、同年11月に終了）
- Radio80 郡上 Brand new day（土曜 8:25 - 8:55◇2012年11月、2013年3月16日で終了となっていたが、5月26日から再開、同年12月に終了）
- 岐阜活性化プログラム G.F COMPANY（金曜 15:00 - 15:55）※2014年1月からはEVENING TRIPPER木曜内での放送
- 元気ハツラツラジオ 80.0（月曜 - 金曜 12:55 - 13:00）
- Morning cafe”re-Birth”（土曜 7:50 - 7:59、サタ☆スポに内包）
- FC岐阜 STEP BY RADIO（土曜 12:00 - 12:30）
- Good!グッと!かかみがはら（土曜 12:30 - 12:55◇2013年4月 - ）
- ほっとぬくもり・ぎふ（土曜 9:00 - 9:30） - 2009年4月 - 2011年9月は土曜 9:00 - 9:30、2011年10月 - 2012年3月は土曜 9:00 - 9:55）
- 岐阜美少女図鑑+（日曜 20:00 - 20:30）2010年4月 - 2010年9月は土曜24:30 - 25:00　※同名のフリーペーパーのラジオ版
- GIFU JAM（日曜 18:00 - 18:30◇2020年4月 - 2022年3月）
- いびがわマラソン（毎年11月第2日曜日）※2009年大会は同局がスポンサーから降りたため未実施だったが、2010年は放送時間を縮小して再開。
  - 「いびがわマラソン」放送は原則9:30 - 13:55だが、TOKYO FM制作のネット番組は以下のようになる。なお、10時台が55分番組だったときは9:00開始、13時台の番組が55分番組ではなかったときは13:25までの放送だった。
    - 9:00 - 9:55 『ラジオ版 学問ノススメ』 → 休止
    - 10:00 - 10:30 『Panasonic Melodious Library』 → 9:00 - 9:30前倒し
    - 10:30 - 10:55 『YKK AP presents 内田恭子のウチ・ココ〜ウチだけ、ココだけの話』 → 休止
    - 11:00 - 11:55 『HEART OF SUNDAY』 → 通常放送（中継場所移動のため）
    - 12:00 - 12:55 『au DOWNLOAD MUSIC CHART』 → 休止
    - 13:00 - 13:55 『松任谷由実 Sweet Discovery』 → 休止

  - JFNニュース等の5分番組は通常放送
- ぎふ清流国体総合開会式（2012年9月29日）
  - 8:30 - 9:55『ぎふ清流国体国体開幕スペシャル パート1』
  - 9:55 - 15:45 『心をひとつに日本再生ぎふ清流国体総合開会式～輝け はばたけ 誰もが主役～』
  - 15:45 - 16:55『ぎふ清流国体開幕スペシャル パート2』
    - これに伴い、TOKYO FM、エフエム大阪、JFNC制作のネット番組及び自社制作番組は放送時刻を変更または休止した。
      - 6:00 - 8:55『サタ☆スポ』→ 6:00 - 7:00まで
      - 9:00 - 9:30『ほっとぬくもり・ぎふ』→休止
      - 9:30 - 9:55『ジャパリズム』→8:00 - 8:30前倒し
      - 10:00 - 10:55『TOYOTA GENRADIO』→7:00 - 7:55前倒し
      - 11:00 - 11:30『ほのりんタイム』→21:00 - 21:30
      - 11:30 - 11:55『036ちゃんの民話の小箱』→21:30 - 21:55
      - 12:00 - 12:30『FC岐阜 STEP BY RADIO』→20:30 - 21:00
      - 12:30 - 13:00『週刊ヒルクライム』→休止
      - 13:00 - 13:55『JA全農 COUNTDOWN JAPAN』→休止
      - 14:00 - 14:55『サウンドマイライフ』→18:00 - 18:55
      - 15:00 - 15:30『コスモ ポップス ベスト10』→休止
      - 15:30 - 15:55『ルート38』→20:00 - 20:25
      - 16:00 - 16:55『グッドラックライブ』→19:00 - 19:55
      - 18:00 - 18:55『ヤジキタオンザロード』→休止
      - 19:00 - 19:55『DNA ロックの殿堂』→休止
      - 20:00 - 20:30『中山優馬radio catch』→休止
      - 20:30 - 20:55『いきものがかり吉岡聖恵のうたいろRadio』→休止
      - 21:00 - 21:55『V6 Next Generation』→休止

- 都市対抗野球大会（西濃運輸出場試合のみ）

- 耳で見る花火 ～第○○回*全国選抜長良川中日花火大会～

2015年 - 2019年の7月最終土曜 19:00 - 20:55に花火大会特設会場から生中継した

## 主なパーソナリティ

### 現在
2025年8月時点
- 安田祥子
- 平松亜希子
- 山口千景
- 稲垣知葉
- 志津利弘（the Canadian Club）
- 小島愛（TNB所属）
- 久世良輔
- 川道良明
- 高木由麻奈（元SKE48、セントラルジャパン所属）
- 長谷部優
- 山本衿奈
- 小林美鈴
- 辻本達規（BOYS AND MEN」
- カラフルダイヤモンド
- THE FRANK VOX

### 過去
- 藤田ミキト【2001年4月 - 2004年3月】（担当番組：gifu power countdown 30）
- 三好さやか【2004年4月 - 2007年3月】（担当番組：gifu power countdown 30）
- Maki（BANANA）【2007年4月 - 2007年9月】（担当番組：gifu power countdown 30）
- 加藤友和【2007年4月 - 2009年3月】（担当番組：gifu power countdown 30）
- 吉本衣里【2007年10月 - 2009年3月】（担当番組：gifu power countdown 30）
- 生田嘉宏【2001年4月 - 2002年3月】（担当番組：AFTERNOON SEQUENCE）
- 宮島淳子【2003年9月 - 2006年3月】（担当番組：Morning Bird）
- 井沢明美【2001年4月 - 2001年9月】（担当番組：Morning Bird）
- 天野祐美【2001年4月 - 2001年9月】（担当番組：Morning Bird）
- 倉橋和歌子【2006年4月 - 2006年9月】（担当番組：Morning Bird）
- 若杉直美【2006年10月 - 2008年3月】（担当番組：Morning Bird）
- 篠崎友華里【2001年7月 - 2004年3月】（担当番組：Paradise Garage）
- 松丘慎吾【2004年4月 - 2004年9月】（担当番組：Paradise Garage）
- 小林千穂【2004年10月 - 2005年3月】（担当番組：Paradise Garage）
- maki【2005年4月 - 2007年3月】（担当番組：Paradise Garage）
- 古坂大魔王【2004年4月 - 2007年3月】（担当番組：Paradise Garage）
- ブロードキャスト【2003年4月 - 2007年3月】（担当番組：Break in MASA）
- UNDERPOINT（増野豊・本美大）【2007年4月 - 2009年3月】（担当番組：Break in MASA）
- 村上三奈【2007年4月 - 2009年3月】（担当番組：Break in MASA）
- 佐伯由佳 【2007年7月 - 2007年9月】（担当番組:ぎふハイスクールキャスト）
- 福井未菜【2004年4月 - 2007年3月】（担当番組：未菜のウインクタイム）
- よねこ【2006年4月 - 2008年3月】（担当番組：よねこのMusic Voice）
- 川又真紀子【2010年3月 - 5月】（担当番組：ほっとぬくもり岐阜 小倉理恵の代理）
- 小倉理恵（東海ラジオアナウンサーの源石和輝の夫人）
- 筒井明子
- 井上麻衣
- 柘植瑞季
- 水島奈緒
- 今井彩
- 祭nine.
- 小野小町
- SA vo. TAISAI
- 見田村千晴
- 三ツ星ジョージ
- 甘党男子[24]
- BMK
- 寺坂頼我